# كولتون غريني
كولتون غريني (بالإنجليزية: Colton Greene)‏ هو ضابط أمريكي، ولد في 7 يوليو 1833 في كارولاينا الجنوبية في الولايات المتحدة، وتوفي في 23 سبتمبر 1900 في ممفيس في الولايات المتحدة.